# Ajdingköl
Ajdingköl (ujgursky ئايدىڭكۆل, transliterováno Aydingköl, čínsky 艾丁湖, pinyin Àidīng Hú, český přepis Aj-ting-chu), též Bodžante kul, je jezero-slanisko v Číně v centrální snížené části Turfanské kotliny. Rozloha je větší než 400 km², délka 35-37 km a šířka 10-12 km. Leží 154 m pod úrovní hladiny světového oceánu.

## Vodní režim
Jezero se naplní vodou během zimy, když se v Turfanské kotlině rozlévá široce rozprostřenou deltou. V zimě se do jezera vlévá pouze nejdůležitější řeka kotliny Agloj, jejíž vody se vyznačují největší mineralizací v centrální Asii (190-200 g/l)